# Pauroeurymela parva
Pauroeurymela parva är en insektsart som beskrevs av Evans 1933. Pauroeurymela parva ingår i släktet Pauroeurymela och familjen dvärgstritar. Inga underarter finns listade i Catalogue of Life.